# The Flamingos
The Flamingos är en amerikansk sånggrupp bildad 1952 i Chicago, Illinois. gruppen räknas som en av de stora tidiga doo wop-grupperna med hits som I Only Have Eyes For You (1959) och Nobody Loves Me Like You (1960).
Gruppen valdes in i Rock and Roll Hall of Fame år 2001.

## Medlemmar
Nuvarande medlemmar
- Terry "Buzzy" Johnson - tenor, gitarr (1956-1963, 2005-idag)
- Starling Newsome Jr. - sång (2005-idag)
- Stan Prinston - sång (2005-idag)

Originalbesättning
- Jacob "Jake" Carey - basstämma, gitarr, basgitarr (1952-1997; död 1997)
- Ezekial "Zeke" Carey - tenor, trombon (1952-1956, 1958-1999; död 1999)
- Paul Wilson - bariton, mandolin, munspel, trummor (1952-1964; död 1988)
- John E. "Johnny" Carter - tenor, gitarr (1952-1956, 1958-1961; död 2009)

Andra medlemmar
- Earl Lewis - tenor (1953)
- Sollie McElroy - sång (1953-1954; död 1995)
- Nathaniel "Nate" Nelson - tenor (1954-1961; död 1984)
- Tommy Hunt - tenor, piano (1956-1961, 2001, 2007)
- Billy Clarke - tenor (1961-1962, 1972-1975)
- Eddie Williams - tenor (1961-1962)
- Alan Fontaine - gitarr (1961-1980)
- Julian Vaught - saxofon (1961-1970)
- Doug McClure - sång (1962-1980)
- Sidney Hall - bariton (1966-1971)
- J.C. Carey - sång (1969-1980)
- Clarence Bassett Jr. - sång (1972-1980)
- Frank "Mingo" Ayers - (1972-1980)
- Jerome Wilson - sång (1980-1989)
- Bennie Cherry - sång (1980-1989)
- Archie Satterfiel - sång (1980-1992)
- Ron Reace - sång (1990-1999)
- Kenny Davis - sång (1990-1995)
- King Raymond Green - sång (1995-1999)
- Larry Jordan - basstämma (1997-2005)
- Ernest "Just Mike" Gilbert - sång (1999-2005))
- George Spann - sång (1999-2005)
- James Faison - sång (2000-2005)

## Diskografi
Hitsinglar (topp 100 på Billboard Hot 100 (US) / US R&B)
- 1956 - A Kiss From Your Lips (US R&B #12)
- 1956 - I'll Be Home (US R&B #5)
- 1959 - I Only Have Eyes For You (US #11, US R&B #3)
- 1959 - Love Walked In (US #88)
- 1959 - Lovers Never Say Goodbye (US #52, US R&B #25)
- 1960 - I Was Such a Fool (To Fall In Love With You) (US #71)
- 1960 - Mio Amore (US #74, US R&B #27)
- 1960 - Nobody Loves Me Like You (US #30, US R&B #23)
- 1961 - Kokomo (US #92)
- 1961 - Time Was (US #45)
- 1961 - Your Other Love (US #54	)
- 1966 - The Boogaloo Party (US #93, US R&B #22)
- 1969 - Dealin' (Groovin' With Feelin') (US R&B #48)
- 1970 - Buffalo Soldier (US #86, US R&B #28)

### Fotnoter
1. 1 2  ”Billboard: The Flamingos - biografi”. Arkiverad från originalet den 4 juli 2015. https://web.archive.org/web/20150704062947/http://www.billboard.com/artist/407203/flamingos/biography. Läst 21 oktober 2014.
2. ↑  Rock and Roll Hall of Fame-ID: flamingos.[källa från Wikidata]
3. 1 2  Biografi av Jason Ankeny på allmusic.com
4. ↑  The Flamingos av Marv Goldberg (intervju med Johnny Carter och Terry Johnson)
5. ↑  Rock and Roll Hall of Fame – The Flamingos
6. 1 2 3  The Flamingos på rateyourmusic.com